# Jax Jones/Auszeichnungen für Musikverkäufe

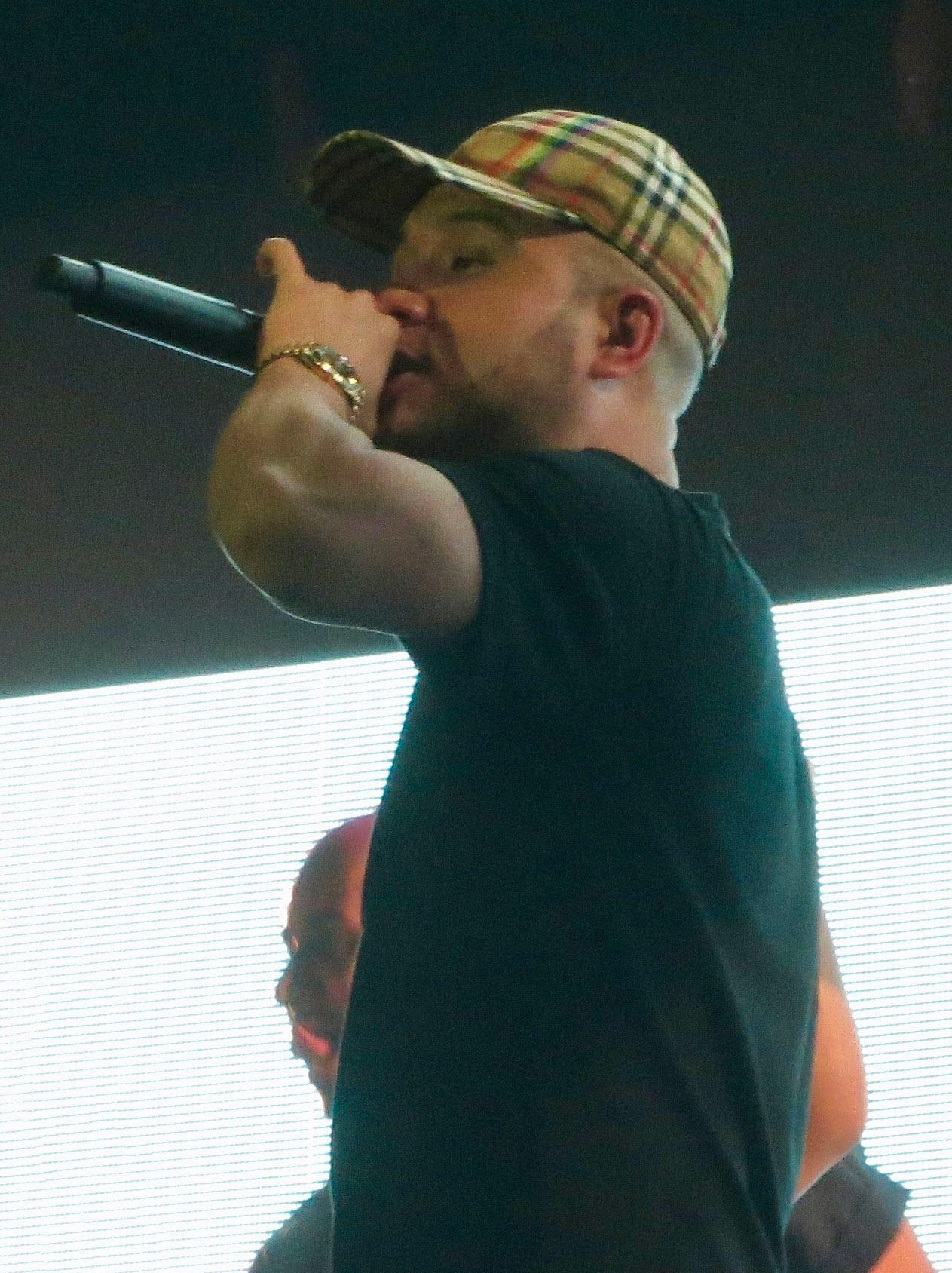
Jax Jones (2019)

Dies ist eine Übersicht über die Auszeichnungen für Musikverkäufe des englischen DJs Jax Jones. Die Auszeichnungen finden sich nach ihrer Art (Gold, Platin usw.), nach Staaten getrennt in chronologischer Reihenfolge, geordnet sowie nach den Tonträgern selbst, ebenfalls in chronologischer Reihenfolge, getrennt nach Medium (Alben, Singles usw.), wieder.

## Auszeichnungen
| - Vereinigtes Königreich - 2017: für die Autorenbeteiligung und Produktion Text from Your Ex (Tinie Tempah) - 2024: für die Single Never Be Lonely - 2024: für die Single Won’t Forget You - Australien - 2020: für die Single Harder - 2020: für die Single Instruction - 2021: für die Single Out Out - Belgien - 2018: für die Single Breathe - 2022: für die Single Where Did You Go? - 2024: für die Single Whistle - Brasilien - 2024: für die Single Harder - 2024: für die Single Play - 2024: für die Single You Don’t Know Me - 2024: für die Single Where Did You Go? - 2024: für die Single Whistle - 2024: für die Single This Is Real - Dänemark - 2014: für das Streaming I Got U - 2019: für die Single Breathe - 2022: für die Autorenbeteiligung und Produktion Ocean Drive (Duke Dumont) - 2023: für die Single Where Did You Go? - 2023: für die Single Instruction - 2023: für die Single All Day and Night - 2024: für die EP Snacks - Deutschland - 2018: für die Single Instruction - 2022: für die Single All Day and Night - 2022: für die Single Out Out - 2023: für die Single Where Did You Go? - Frankreich - 2020: für die Single All Day and Night - 2021: für die Single Instruction - 2022: für die Single Out Out - 2022: für die Single Where Did You Go? - Italien - 2016: für die Autorenbeteiligung und Produktion Ocean Drive (Duke Dumont) - 2017: für die Single Instruction - 2018: für die Single Breathe - 2021: für die Single All Day and Night - Kanada - 2020: für die Single Instruction - 2020: für die Single All Day and Night - 2020: für die EP Snacks - Mexiko - 2017: für die Single You Don’t Know Me - Polen - 2021: für die Single I Miss U - Portugal - 2019: für die Autorenbeteiligung und Produktion Ocean Drive (Duke Dumont) - 2022: für die Single All Day and Night - 2022: für die Single You Don’t Know Me - 2022: für die Single Out Out - Schweden - 2017: für die Single Instruction - 2019: für die Single Breathe - Spanien - 2018: für die Single Breathe - 2024: für die Single Instruction - 2024: für die Single Out Out - 2024: für die Single Where Did You Go? - 2024: für die Autorenbeteiligung und Produktion Ocean Drive (Duke Dumont) - Vereinigte Staaten - 2019: für die Single You Don’t Know Me - 2024: für die Single Out Out - Vereinigtes Königreich - 2021: für die Autorenbeteiligung und Produktion Won’t Look Back (Duke Dumont) - 2023: für die Single House Work - 2024: für die Single Whistle - 2025: für die Single I Miss U | - Australien - 2014: für die Autorenbeteiligung Can We Dance (The Vamps) - 2018: für die Single I Got U - 2020: für die Single Breathe - 2022: für die Single I Miss U - 2022: für die Single Where Did You Go? - Brasilien - 2024: für die Single I Got U - 2024: für die Single I Miss U - 2024: für die Single Instruction - Dänemark - 2024: für die Single Out Out - Deutschland - 2023: für die Single I Got U - 2023: für die Single Breathe - Italien - 2014: für die Single I Got U - 2023: für die Single Out Out - 2024: für die Single Where Did You Go? - Kanada - 2020: für die Single Breathe - Neuseeland - 2016: für die Autorenbeteiligung und Produktion Ocean Drive (Duke Dumont) - 2016: für die Single I Got U - 2018: für die Single You Don’t Know Me - Niederlande - 2021: für die Autorenbeteiligung und Produktion Ocean Drive (Duke Dumont) - Österreich - 2022: für die Single Out Out - Polen - 2020: für die Single Play - 2021: für die Single Harder - 2021: für die Single Instruction - 2023: für die Single Out Out - 2023: für die Single Whistle - 2024: für die Single Never Be Lonely - Schweden - 2015: für die Single I Got U - Schweiz - 2024: für die Single Out Out - Spanien - 2017: für die Single You Don’t Know Me - Vereinigte Staaten - 2020: für die Autorenbeteiligung und Produktion Ocean Drive (Duke Dumont) - Vereinigtes Königreich - 2018: für die Single Breathe - 2019: für die Single Instruction - 2020: für die Single All Day and Night - 2020: für die Single This Is Real - 2020: für die Autorenbeteiligung Can We Dance (The Vamps) - 2020: für die Autorenbeteiligung und Produktion Ocean Drive (Duke Dumont) - 2021: für die EP Snacks - 2021: für die Single Harder - 2021: für die Single Tequila - 2022: für die Single Ring Ring - 2022: für die Single Play - 2022: für die Single Out Out - 2024: für die Single One Touch | - Deutschland - 2020: für die Single You Don’t Know Me - Belgien - 2017: für die Single You Don’t Know Me - Dänemark - 2022: für die Single You Don’t Know Me - Kanada - 2020: für die Single You Don’t Know Me - 2021: für die Autorenbeteiligung und Produktion Ocean Drive (Duke Dumont) - 2024: für die Single Out Out - Polen - 2021: für die Single You Don’t Know Me - 2021: für die Single Breathe - 2023: für die EP Snacks - 2024: für die Single Where Did You Go? - Schweden - 2017: für die Single You Don’t Know Me - Vereinigtes Königreich - 2021: für die Single I Got U - 2025: für die Single Where Did You Go? - Australien - 2020: für die Single You Don’t Know Me - Italien - 2017: für die Single You Don’t Know Me - Polen - 2021: für die Single All Day and Night - Vereinigtes Königreich - 2024: für die Single You Don’t Know Me - Australien - 2018: für die Autorenbeteiligung und Produktion Ocean Drive (Duke Dumont) - Brasilien - 2024: für die Autorenbeteiligung und Produktion Ocean Drive (Duke Dumont) - Frankreich - 2017: für die Single You Don’t Know Me - Polen - 2016: für die Autorenbeteiligung und Produktion Ocean Drive (Duke Dumont) |

## Auszeichnungen nach EPs

### Snacks
| Land/Region                  | Auszeichnungen für Musikverkäufe (Land/Region, Auszeichnung, Verkäufe) | Verkäufe |
| ---------------------------- | ---------------------------------------------------------------------- | -------- |
| Dänemark (IFPI)              | Gold                                                                   | 10.000   |
| Kanada (MC)                  | Gold                                                                   | 40.000   |
| Polen (ZPAV)                 | 2× Platin                                                              | 40.000   |
| Vereinigtes Königreich (BPI) | Platin                                                                 | 300.000  |
| Insgesamt                    | 2× Gold · 3× Platin ·                                                  | 390.000  |

## Auszeichnungen nach Singles

### I Got U
| Land/Region                  | Auszeichnungen für Musikverkäufe (Land/Region, Auszeichnung, Verkäufe) | Verkäufe  |
| ---------------------------- | ---------------------------------------------------------------------- | --------- |
| Australien (ARIA)            | Platin                                                                 | 70.000    |
| Brasilien (PMB)              | Platin                                                                 | 60.000    |
| Deutschland (BVMI)           | Platin                                                                 | 300.000   |
| Italien (FIMI)               | Platin                                                                 | 30.000    |
| Neuseeland (RMNZ)            | Platin                                                                 | 15.000    |
| Schweden (IFPI)              | Platin                                                                 | 40.000    |
| Vereinigtes Königreich (BPI) | 2× Platin                                                              | 1.200.000 |
| Insgesamt                    | 8× Platin ·                                                            | 1.715.000 |

### House Work
| Land/Region                  | Auszeichnungen für Musikverkäufe (Land/Region, Auszeichnung, Verkäufe) | Verkäufe |
| ---------------------------- | ---------------------------------------------------------------------- | -------- |
| Vereinigtes Königreich (BPI) | Gold                                                                   | 400.000  |
| Insgesamt                    | 1× Gold ·                                                              | 400.000  |

### You Don’t Know Me
| Land/Region                  | Auszeichnungen für Musikverkäufe (Land/Region, Auszeichnung, Verkäufe) | Verkäufe  |
| ---------------------------- | ---------------------------------------------------------------------- | --------- |
| Australien (ARIA)            | 3× Platin                                                              | 210.000   |
| Belgien (BRMA)               | 2× Platin                                                              | 60.000    |
| Brasilien (PMB)              | Gold                                                                   | 30.000    |
| Dänemark (IFPI)              | 2× Platin                                                              | 180.000   |
| Deutschland (BVMI)           | 3× Gold                                                                | 600.000   |
| Frankreich (SNEP)            | Diamant                                                                | 233.333   |
| Italien (FIMI)               | 3× Platin                                                              | 150.000   |
| Kanada (MC)                  | 2× Platin                                                              | 160.000   |
| Mexiko (AMPROFON)            | Gold                                                                   | 30.000    |
| Neuseeland (RMNZ)            | Platin                                                                 | 30.000    |
| Polen (ZPAV)                 | 2× Platin                                                              | 100.000   |
| Portugal (AFP)               | Gold                                                                   | 5.000     |
| Schweden (IFPI)              | 2× Platin                                                              | 80.000    |
| Spanien (Promusicae)         | Platin                                                                 | 40.000    |
| Vereinigte Staaten (RIAA)    | Gold                                                                   | 500.000   |
| Vereinigtes Königreich (BPI) | 3× Platin                                                              | 1.800.000 |
| Insgesamt                    | 5× Gold · 22× Platin · 1× Diamant ·                                    | 4.208.333 |

### Instruction
| Land/Region                  | Auszeichnungen für Musikverkäufe (Land/Region, Auszeichnung, Verkäufe) | Verkäufe  |
| ---------------------------- | ---------------------------------------------------------------------- | --------- |
| Brasilien (PMB)              | Platin                                                                 | 40.000    |
| Dänemark (IFPI)              | Gold                                                                   | 45.000    |
| Deutschland (BVMI)           | Gold                                                                   | 200.000   |
| Italien (FIMI)               | Gold                                                                   | 25.000    |
| Kanada (MC)                  | Gold                                                                   | 40.000    |
| Polen (ZPAV)                 | Platin                                                                 | 50.000    |
| Schweden (IFPI)              | Gold                                                                   | 20.000    |
| Spanien (Promusicae)         | Gold                                                                   | 30.000    |
| Vereinigtes Königreich (BPI) | Platin                                                                 | 600.000   |
| Insgesamt                    | 6× Gold · 3× Platin ·                                                  | 1.050.000 |

### Breathe
| Land/Region                  | Auszeichnungen für Musikverkäufe (Land/Region, Auszeichnung, Verkäufe) | Verkäufe  |
| ---------------------------- | ---------------------------------------------------------------------- | --------- |
| Australien (ARIA)            | Platin                                                                 | 70.000    |
| Belgien (BRMA)               | Gold                                                                   | 15.000    |
| Dänemark (IFPI)              | Gold                                                                   | 45.000    |
| Deutschland (BVMI)           | Platin                                                                 | 400.000   |
| Italien (FIMI)               | Gold                                                                   | 25.000    |
| Kanada (MC)                  | Platin                                                                 | 80.000    |
| Polen (ZPAV)                 | 2× Platin                                                              | 100.000   |
| Schweden (IFPI)              | Gold                                                                   | 40.000    |
| Spanien (Promusicae)         | Gold                                                                   | 20.000    |
| Vereinigtes Königreich (BPI) | Platin                                                                 | 600.000   |
| Insgesamt                    | 5× Gold · 6× Platin ·                                                  | 1.395.000 |

### Ring Ring
| Land/Region                  | Auszeichnungen für Musikverkäufe (Land/Region, Auszeichnung, Verkäufe) | Verkäufe |
| ---------------------------- | ---------------------------------------------------------------------- | -------- |
| Vereinigtes Königreich (BPI) | Platin                                                                 | 600.000  |
| Insgesamt                    | 1× Platin ·                                                            | 600.000  |

### Play
| Land/Region                  | Auszeichnungen für Musikverkäufe (Land/Region, Auszeichnung, Verkäufe) | Verkäufe |
| ---------------------------- | ---------------------------------------------------------------------- | -------- |
| Brasilien (PMB)              | Gold                                                                   | 20.000   |
| Polen (ZPAV)                 | Platin                                                                 | 20.000   |
| Vereinigtes Königreich (BPI) | Platin                                                                 | 600.000  |
| Insgesamt                    | 1× Gold · 2× Platin ·                                                  | 640.000  |

### All Day and Night
| Land/Region                  | Auszeichnungen für Musikverkäufe (Land/Region, Auszeichnung, Verkäufe) | Verkäufe  |
| ---------------------------- | ---------------------------------------------------------------------- | --------- |
| Dänemark (IFPI)              | Gold                                                                   | 45.000    |
| Deutschland (BVMI)           | Gold                                                                   | 200.000   |
| Frankreich (SNEP)            | Gold                                                                   | 100.000   |
| Italien (FIMI)               | Gold                                                                   | 35.000    |
| Kanada (MC)                  | Gold                                                                   | 40.000    |
| Polen (ZPAV)                 | 3× Platin                                                              | 150.000   |
| Portugal (AFP)               | Gold                                                                   | 5.000     |
| Vereinigtes Königreich (BPI) | Platin                                                                 | 600.000   |
| Insgesamt                    | 6× Gold · 4× Platin ·                                                  | 1.175.000 |

### One Touch
| Land/Region                  | Auszeichnungen für Musikverkäufe (Land/Region, Auszeichnung, Verkäufe) | Verkäufe |
| ---------------------------- | ---------------------------------------------------------------------- | -------- |
| Vereinigtes Königreich (BPI) | Platin                                                                 | 600.000  |
| Insgesamt                    | 1× Platin ·                                                            | 600.000  |

### Harder
| Land/Region                  | Auszeichnungen für Musikverkäufe (Land/Region, Auszeichnung, Verkäufe) | Verkäufe |
| ---------------------------- | ---------------------------------------------------------------------- | -------- |
| Australien (ARIA)            | Gold                                                                   | 35.000   |
| Brasilien (PMB)              | Gold                                                                   | 20.000   |
| Polen (ZPAV)                 | Platin                                                                 | 50.000   |
| Vereinigtes Königreich (BPI) | Gold                                                                   | 400.000  |
| Insgesamt                    | 3× Gold · 1× Platin ·                                                  | 505.000  |

### This Is Real
| Land/Region                  | Auszeichnungen für Musikverkäufe (Land/Region, Auszeichnung, Verkäufe) | Verkäufe |
| ---------------------------- | ---------------------------------------------------------------------- | -------- |
| Brasilien (PMB)              | Gold                                                                   | 20.000   |
| Vereinigtes Königreich (BPI) | Platin                                                                 | 600.000  |
| Insgesamt                    | 1× Gold · 1× Platin ·                                                  | 620.000  |

### Tequila
| Land/Region                  | Auszeichnungen für Musikverkäufe (Land/Region, Auszeichnung, Verkäufe) | Verkäufe |
| ---------------------------- | ---------------------------------------------------------------------- | -------- |
| Vereinigtes Königreich (BPI) | Gold                                                                   | 400.000  |
| Insgesamt                    | 1× Gold ·                                                              | 400.000  |

### I Miss U
| Land/Region                  | Auszeichnungen für Musikverkäufe (Land/Region, Auszeichnung, Verkäufe) | Verkäufe |
| ---------------------------- | ---------------------------------------------------------------------- | -------- |
| Australien (ARIA)            | Platin                                                                 | 70.000   |
| Brasilien (PMB)              | Platin                                                                 | 40.000   |
| Polen (ZPAV)                 | Gold                                                                   | 25.000   |
| Vereinigtes Königreich (BPI) | Gold                                                                   | 400.000  |
| Insgesamt                    | 2× Gold · 2× Platin ·                                                  | 535.000  |

### Out Out
| Land/Region                  | Auszeichnungen für Musikverkäufe (Land/Region, Auszeichnung, Verkäufe) | Verkäufe  |
| ---------------------------- | ---------------------------------------------------------------------- | --------- |
| Australien (ARIA)            | Gold                                                                   | 35.000    |
| Dänemark (IFPI)              | Platin                                                                 | 90.000    |
| Deutschland (BVMI)           | Gold                                                                   | 200.000   |
| Frankreich (SNEP)            | Gold                                                                   | 100.000   |
| Italien (FIMI)               | Platin                                                                 | 100.000   |
| Kanada (MC)                  | 2× Platin                                                              | 160.000   |
| Österreich (IFPI)            | Platin                                                                 | 30.000    |
| Polen (ZPAV)                 | Platin                                                                 | 50.000    |
| Portugal (AFP)               | Gold                                                                   | 5.000     |
| Schweiz (IFPI)               | Platin                                                                 | 20.000    |
| Spanien (Promusicae)         | Gold                                                                   | 30.000    |
| Vereinigte Staaten (RIAA)    | Gold                                                                   | 500.000   |
| Vereinigtes Königreich (BPI) | Platin                                                                 | 948.000   |
| Insgesamt                    | 6× Gold · 8× Platin ·                                                  | 2.268.000 |

### Where Did You Go?
| Land/Region                  | Auszeichnungen für Musikverkäufe (Land/Region, Auszeichnung, Verkäufe) | Verkäufe  |
| ---------------------------- | ---------------------------------------------------------------------- | --------- |
| Australien (ARIA)            | Platin                                                                 | 70.000    |
| Belgien (BRMA)               | Gold                                                                   | 20.000    |
| Brasilien (PMB)              | Gold                                                                   | 20.000    |
| Dänemark (IFPI)              | Gold                                                                   | 45.000    |
| Deutschland (BVMI)           | Gold                                                                   | 200.000   |
| Frankreich (SNEP)            | Gold                                                                   | 100.000   |
| Italien (FIMI)               | Platin                                                                 | 100.000   |
| Polen (ZPAV)                 | 2× Platin                                                              | 100.000   |
| Spanien (Promusicae)         | Gold                                                                   | 30.000    |
| Vereinigtes Königreich (BPI) | 2× Platin                                                              | 1.200.000 |
| Insgesamt                    | 6× Gold · 6× Platin ·                                                  | 1.885.000 |

### Whistle
| Land/Region                  | Auszeichnungen für Musikverkäufe (Land/Region, Auszeichnung, Verkäufe) | Verkäufe |
| ---------------------------- | ---------------------------------------------------------------------- | -------- |
| Belgien (BRMA)               | Gold                                                                   | 20.000   |
| Brasilien (PMB)              | Gold                                                                   | 20.000   |
| Polen (ZPAV)                 | Platin                                                                 | 50.000   |
| Vereinigtes Königreich (BPI) | Gold                                                                   | 400.000  |
| Insgesamt                    | 3× Gold · 1× Platin ·                                                  | 490.000  |

### Won’t Forget You
| Land/Region                  | Auszeichnungen für Musikverkäufe (Land/Region, Auszeichnung, Verkäufe) | Verkäufe |
| ---------------------------- | ---------------------------------------------------------------------- | -------- |
| Vereinigtes Königreich (BPI) | Silber                                                                 | 200.000  |
| Insgesamt                    | 1× Silber ·                                                            | 200.000  |

### Never Be Lonely
| Land/Region                  | Auszeichnungen für Musikverkäufe (Land/Region, Auszeichnung, Verkäufe) | Verkäufe |
| ---------------------------- | ---------------------------------------------------------------------- | -------- |
| Polen (ZPAV)                 | Platin                                                                 | 50.000   |
| Vereinigtes Königreich (BPI) | Silber                                                                 | 200.000  |
| Insgesamt                    | 1× Silber · 1× Platin ·                                                | 250.000  |

## Auszeichnungen nach Autorenbeteiligungen

### Can We Dance
| Land/Region                  | Auszeichnungen für Musikverkäufe (Land/Region, Auszeichnung, Verkäufe) | Verkäufe |
| ---------------------------- | ---------------------------------------------------------------------- | -------- |
| Australien (ARIA)            | Platin                                                                 | 70.000   |
| Vereinigtes Königreich (BPI) | Gold                                                                   | 400.000  |
| Insgesamt                    | 1× Gold · 1× Platin ·                                                  | 470.000  |

### Won’t Look Back
| Land/Region                  | Auszeichnungen für Musikverkäufe (Land/Region, Auszeichnung, Verkäufe) | Verkäufe |
| ---------------------------- | ---------------------------------------------------------------------- | -------- |
| Vereinigtes Königreich (BPI) | Gold                                                                   | 400.000  |
| Insgesamt                    | 1× Gold ·                                                              | 400.000  |

### Ocean Drive
| Land/Region                  | Auszeichnungen für Musikverkäufe (Land/Region, Auszeichnung, Verkäufe) | Verkäufe  |
| ---------------------------- | ---------------------------------------------------------------------- | --------- |
| Australien (ARIA)            | 4× Platin                                                              | 280.000   |
| Brasilien (PMB)              | Diamant                                                                | 250.000   |
| Dänemark (IFPI)              | Gold                                                                   | 45.000    |
| Italien (FIMI)               | Gold                                                                   | 25.000    |
| Kanada (MC)                  | 2× Platin                                                              | 160.000   |
| Neuseeland (RMNZ)            | Platin                                                                 | 15.000    |
| Niederlande (NVPI)           | Platin                                                                 | 80.000    |
| Polen (ZPAV)                 | Diamant                                                                | 100.000   |
| Portugal (AFP)               | Gold                                                                   | 5.000     |
| Spanien (Promusicae)         | Gold                                                                   | 30.000    |
| Vereinigte Staaten (RIAA)    | Platin                                                                 | 1.000.000 |
| Vereinigtes Königreich (BPI) | Platin                                                                 | 600.000   |
| Insgesamt                    | 4× Gold · 10× Platin · 2× Diamant ·                                    | 2.590.000 |

### Text from Your Ex
| Land/Region                  | Auszeichnungen für Musikverkäufe (Land/Region, Auszeichnung, Verkäufe) | Verkäufe |
| ---------------------------- | ---------------------------------------------------------------------- | -------- |
| Vereinigtes Königreich (BPI) | Silber                                                                 | 200.000  |
| Insgesamt                    | 1× Silber ·                                                            | 200.000  |

## Auszeichnungen nach Musikstreaming

### I Got U
| Land/Region     | Auszeichnungen für Musikverkäufe (Land/Region, Auszeichnung, Verkäufe) | Verkäufe  |
| --------------- | ---------------------------------------------------------------------- | --------- |
| Dänemark (IFPI) | Gold                                                                   | 1.300.000 |
| Insgesamt       | 1× Gold ·                                                              | 1.300.000 |

## Statistik und Quellen
| Land/RegionAuszeichnungen für Musikverkäufe (Land/Region, Auszeichnungen, Verkäufe, Quellen) | Silber     | Gold       | Platin       | Diamant     | Verkäufe   | Quellen              |
| -------------------------------------------------------------------------------------------- | ---------- | ---------- | ------------ | ----------- | ---------- | -------------------- |
| Australien (ARIA)                                                                            | —          | 3× Gold3   | 12× Platin12 | —           | 945.000    | aria.com.au          |
| Belgien (BRMA)                                                                               | —          | 3× Gold3   | 2× Platin2   | —           | 115.000    | ultratop.be          |
| Brasilien (PMB)                                                                              | —          | 6× Gold6   | 3× Platin3   | Diamant1    | 490.000    | pro-musicabr.org.br  |
| Dänemark (IFPI)                                                                              | —          | 7× Gold7   | 3× Platin3   | —           | 475.000    | ifpi.dk              |
| Deutschland (BVMI)                                                                           | —          | 6× Gold6   | 3× Platin3   | —           | 2.300.000  | musikindustrie.de    |
| Frankreich (SNEP)                                                                            | —          | 4× Gold4   | —            | Diamant1    | 633.333    | snepmusique.com      |
| Italien (FIMI)                                                                               | —          | 4× Gold4   | 6× Platin6   | —           | 490.000    | fimi.it              |
| Kanada (MC)                                                                                  | —          | 3× Gold3   | 7× Platin7   | —           | 680.000    | musiccanada.com      |
| Mexiko (AMPROFON)                                                                            | —          | Gold1      | —            | —           | 30.000     | amprofon.com.mx      |
| Neuseeland (RMNZ)                                                                            | —          | —          | 3× Platin3   | —           | 60.000     | radioscope.co.nz     |
| Niederlande (NVPI)                                                                           | —          | —          | Platin1      | —           | 80.000     | nvpi.nl              |
| Österreich (IFPI)                                                                            | —          | —          | Platin1      | —           | 30.000     | ifpi.at              |
| Polen (ZPAV)                                                                                 | —          | Gold1      | 17× Platin17 | Diamant1    | 865.000    | olis.pl              |
| Portugal (AFP)                                                                               | —          | 4× Gold4   | —            | —           | 20.000     | Einzelnachweise      |
| Schweden (IFPI)                                                                              | —          | 2× Gold2   | 3× Platin3   | —           | 180.000    | sverigetopplistan.se |
| Schweiz (IFPI)                                                                               | —          | —          | Platin1      | —           | 20.000     | hitparade.ch         |
| Spanien (Promusicae)                                                                         | —          | 5× Gold5   | Platin1      | —           | 180.000    | elportaldemusica.es  |
| Vereinigte Staaten (RIAA)                                                                    | —          | 2× Gold2   | Platin1      | —           | 2.000.000  | riaa.com             |
| Vereinigtes Königreich (BPI)                                                                 | 3× Silber3 | 7× Gold7   | 20× Platin20 | —           | 13.788.000 | bpi.co.uk            |
| Insgesamt                                                                                    | 3× Silber3 | 58× Gold58 | 84× Platin84 | 3× Diamant3 |            |                      |